# Surface de Bolza
Pour les articles homonymes, voir Bolza.
En mathématiques, la surface de Bolza (du nom d'Oskar Bolza) est une surface de Riemann compacte de genre 2. Elle a le groupe d'automorphismes conformes d'ordre le plus élevé possible parmi les surfaces de Riemann de genre 2, à savoir le groupe Oh de l'octaèdre, d'ordre 48.
La surface de Bolza est la surface de Riemann associée à la courbe algébrique plane d'équation {\displaystyle y^{2}=x^{5}-x} dans {\displaystyle \mathbb {C} ^{2}}. Parmi toutes les surfaces hyperboliques de genre 2, la surface de Bolza possède la plus longue systole.